# Agustí Forné López
Agustí Forné López (Tarragona, 12 de julio de 1962-16 de octubre de 2024) fue un periodista deportivo español. Fue embajador mediático de los castells.

## Biografía
Nació en Tarragona (1962). Comenzó a desarrollar su labor periodística en la Cadena SER, encargándose de la información deportiva hasta el año 1987. Se ocupó fundamentalmente del seguimiento del Club Gimnàstic de Tarragona y del Club Natació Reus Ploms. Posteriormente pasó a la prensa escrita, colaborando en el Diari de Tarragona y en el Semanario Reus. En 1989 se incorporó al medio audivisual, a través de Televisión de Cataluña, donde fue jefe de la delegación de Tarragona y sus comarcas de TV3, dedicándose tanto a la información general como al seguimiento del mundo casteller.
Tuvo un destacado papel en la información sobre los castells y su popularidad. Realizó numerosos reportajes sobre muy diversas cuestiones. Desde las herramientas de inteligencia artificial que pueden prever si un castell se podrá descargar o hará leña, hasta la incorporación de la mujer a los grupos, filmando los recuerdos de las primeras pioneras que hicieron castells.
Agustí falleció de forma repentina, el 16 de octubre de 2024, a los 62 años de edad, a causa de un ictus.